# 親權
親權是指家長（父母）與子女之間的一系列權利與義務的關係。

## 家長
依《中華民國民法》規定，父母有教養子女之權利，但同時也須為20歲以下的子女提供經濟來源、保護及照顧。

## 子女
18歲以下的子女有權接受家長的照顧，而其年滿18歲之後必須照顧、奉養父母。

## 特殊情況
若父母對子女施行不當管教（超出法律允許的範圍之外），或子女虐待、棄養父母（即家暴），可報警處理。政府單位介入後會向法院申請保護令，用以限制或取消親權。此外，若父母對20歲以下的子女施暴，則子女可向法院請求減輕或免除奉養父母之義務。

## 相關的法律規定
以下是在《中華民國民法》中，有關於親權的規定：
| 條款名稱 | 內容 |
| -------- | --- |
| 第1084條 | 子女應孝敬父母。 父母對於未成年之子女，有保護及教養之權利義務。 |
| 第1085條 | 父母得於必要範圍內懲戒其子女。 |
| 第1086條 | 父母為其未成年子女之法定代理人。 父母之行為與未成年子女之利益相反，依法不得代理時，法院得依父母、 未成年子女、主管機關、社會福利機構或其他利害關係人之聲請或依職權 ，為子女選任特別代理人。 |
| 第1088條 | 未成年子女之特有財產，由父母共同管理。 父母對於未成年子女之特有財產，有使用、收益之權。但非為子女之利益 ，不得處分之。                                                                      |
| 第1090條 | 父母之一方濫用其對於子女之權利時，法院得依他方、未成年子女、主管 機關、社會福利機構或其他利害關係人之請求或依職權，為子女之利益， 宣告停止其權利之全部或一部。                              |